# Basketball Africa League
De Basketball Africa League (BAL) is de belangrijkste basketbalcompetitie voor mannen in Afrika. De competitie werd in 2019 opgericht en wordt gezamenlijk georganiseerd door de Amerikaanse National Basketball Association (NBA) en de International Basketball Federation (FIBA).
Normaal gesproken loopt het seizoen van maart tot mei en in de huidige opzet bestaat de competitie uit twaalf teams. Elk van de teams kwalificeert zich op basis van hun prestaties in hun nationale competitie, een meritocratisch systeem dat vergelijkbaar is met het format van de UEFA Champions League. Zes teams uit aangewezen landen kwalificeren zich rechtstreeks, terwijl zes andere teams kwalificeren via de Road to BAL (het officiele kwalificatietoernooi). Het seizoen bestaat uit drie groepen ("conferences") en de play-offs aan het eind van het seizoen bepalen de kampioenen. De kampioen van elk seizoen kwalificeert zich automatisch voor de FIBA Intercontinental Cup als de vertegenwoordiger van Afrika.
Het eerste seizoen vond plaats in 2021 en werd gewonnen door het Egyptische Zamalek.

## Geschiedenis
Op 16 februari 2019 maakten de National Basketball Association en FIBA plannen bekend om een continentale professionele basketbalcompetitie op te richten. Tijdens een persconferentie tijdens het NBA All-Star Weekend ging NBA-commissaris Adam Silver dieper in op de plannen voor de oprichting van de competitie. Hij gaf aan dat de competitie na kwalificatietoernooien eind 2019 uit twaalf teams zal bestaan. Silver hintte ook op de betrokkenheid van de voormalige Amerikaanse president Barack Obama in een niet nader gespecificeerde rol. In mei 2019 werd Amadou Gallo Fall door de NBA aangesteld als de eerste President van de BAL. In september 2019 maakte de BAL de locaties en steden voor het eerste seizoen bekend, waaronder een Final Four gespeeld in de Kigali Arena in Kigali, Rwanda.
Op 15 oktober 2019 begonnen de kwalificatietoernooien voor het openingsseizoen, waaraan teams uit 32 Afrikaanse landen deelnamen. De start van de BAL werd uiteindelijk twee keer uitgesteld vanwege de COVID-19-pandemie. De eerste wedstrijd werd gespeeld op 16 mei 2021 in de Kigali Arena in Kigali, Rwanda, waar het hele toernooi plaatsvond. Het seizoen werd gehouden in een biologisch beveiligde bubbel, waar slechts een beperkt aantal deelnemers was toegestaan. Op 30 mei won Zamalek uit Egypte het allereerste BAL-kampioenschap nadat hij US Monastir uit Tunesië had verslagen in de eerste finale.
Het volgende seizoen breidde de competitie haar opzet uit met conferenties van vijf teams (de Sahara- en de Nijlconferentie), die werden gehouden in Dakar en Caïro. De play-offs werden gehouden in Kigali.
Het vierde seizoen van de competitie, in 2024, zag een uitbreiding naar drie conferenties met de Kalahari Conference. Petro de Luanda was het eerste team uit Sub-Sahara Afrika dat het kampioenschap won. Na het seizoen werd Ulrich Chomche uit Kameroen de eerste voormalige BAL-speler die werd gedraft in de National Basketball Association (NBA), nadat hij werd gekozen in de tweede ronde van de NBA-draft van 2024.

## Competitieopzet
Elk BAL-seizoen bestaat uit twaalf teams. In het reguliere seizoen worden de twaalf teams verdeeld in drie conferenties (de Sahara Conference, Nile Conference en Kalahari Conference), waarin elk team twee wedstrijden tegen iedere tegenstander speelt.
De twee hoogst geplaatste teams van elke conferentie, en de twee beste nummers drie, gaan door naar de play-offs. Dit is een toernooi met directe uitschakeling, waarin wordt bepaald wie de BAL-kampioen wordt.

## Resultaten

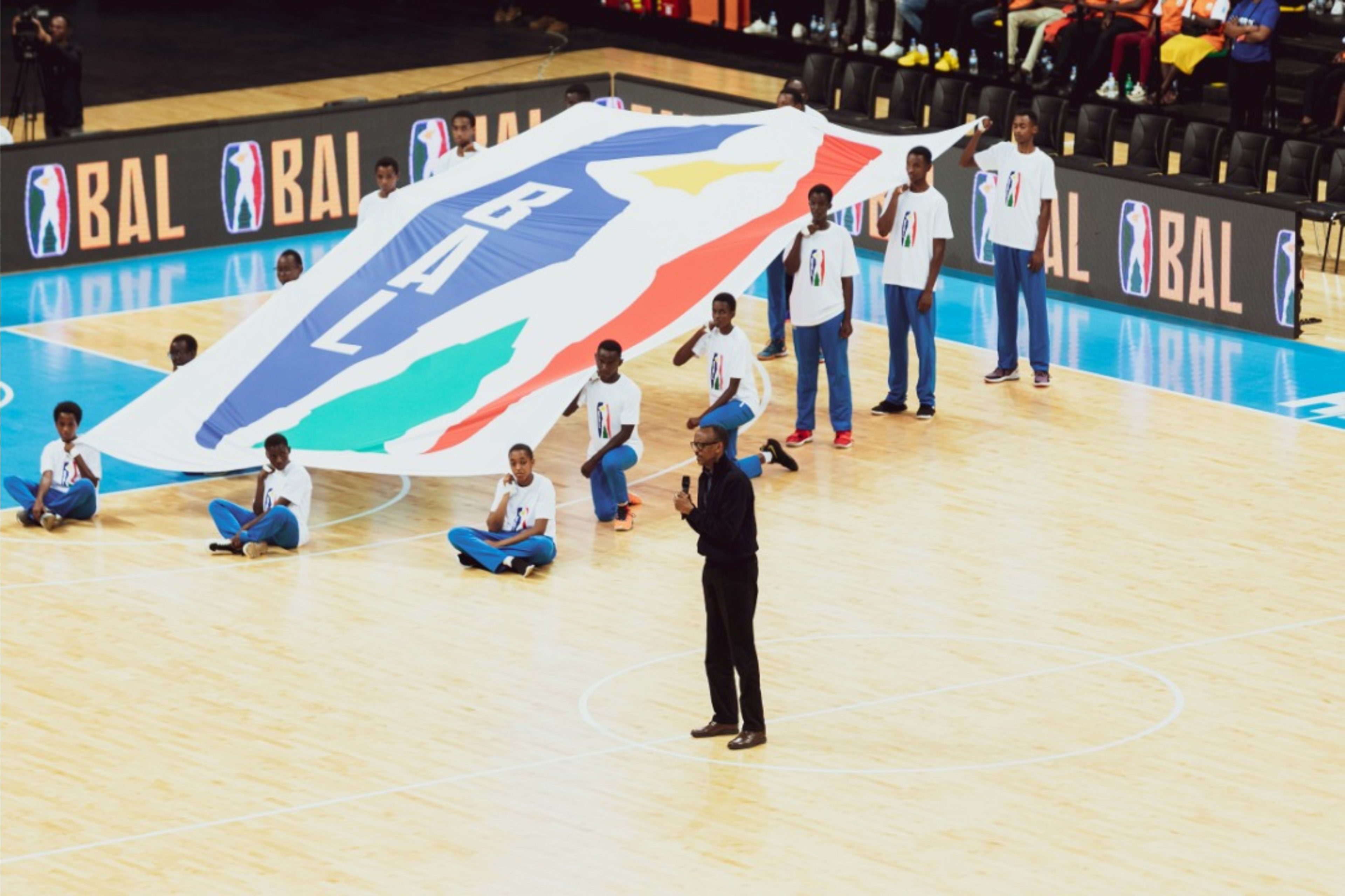
President van Rwanda Paul Kagame tijdens een ceremonie voor de onthulling van het BAL-logo in de Kigali Arena, Kigali, Rwanda, 19 december 2019

| Seizoen | Jaar | Locatie finale |             | Kampioen                   | Finale                  | Finalist         |                            | Derde plaats    | Score | Vierde plaats          |                  | Teams |
| 1       | 2021 | Kigali         | Al-Zamalek  | 76–63 Kigali Arena, Kigali | US Monastir             | Petro de Luanda  | 97–68 Kigali Arena, Kigali | Patriots BBC    | 12    |                        |                  |       |
| 2       | 2022 | Kigali         | US Monastir | 83–72 BK Arena, Kigali     | Petro de Luanda         | Al-Zamalek       | 97–74 BK Arena, Kigali     | FAP             | 12    |                        |                  |       |
| 3       | 2023 | Kigali         | Al-Ahly     | 80–65 BK Arena, Kigali     | AS Douanes Dakar        | Stade Malien     | 73-65 BK Arena, Kigali     | Petro de Luanda | 12    |                        |                  |       |
| 4       | 2024 | Kigali         |             | Petro de Luanda            | 107–94 BK Arena, Kigali | Al Ahly Benghazi |                            | Rivers Hoopers  | 12    | 80-57 BK Arena, Kigali | Cape Town Tigers |       |

### Per club
| Club             | Titels | Tweede plaats | Jaren titels | Jaren tweede plaats |
| ---------------- | ------ | ------------- | ------------ | ------------------- |
| US Monastir      | 1      | 1             | 2022         | 2021                |
| Petro de Luanda  | 1      | 1             | 2024         | 2022                |
| Al-Ahly          | 1      | 0             | 2023         |                     |
| Al-Zamalek       | 1      | 0             | 2021         |                     |
| AS Douanes Dakar | 0      | 1             |              | 2023                |
| Al Ahly Benghazi | 0      | 1             |              | 2024                |

### Prestaties per land
| Club    | Titels | Tweede plaats | Jaren gewonnen | Jarenlange runners-up |
| ------- | ------ | ------------- | -------------- | --------------------- |
| Egypte  | 2      | 0             | 2021, 2023     | —                     |
| Tunesië | 1      | 1             | 2022           | 2021                  |
| Angola  | 1      | 1             | 2024           | 2022                  |
| Senegal | 0      | 1             | —              | 2023                  |
| Libië   | 0      | 1             | —              | 2024                  |

## Trofee en prijzengeld
De winnaars van de finale ontvangen de trofee van de wedstrijd, die is geïnspireerd op de baobab, een veelvoorkomende boomsoort in Afrika.

## Organisatie, eigenaarschap en investeringen

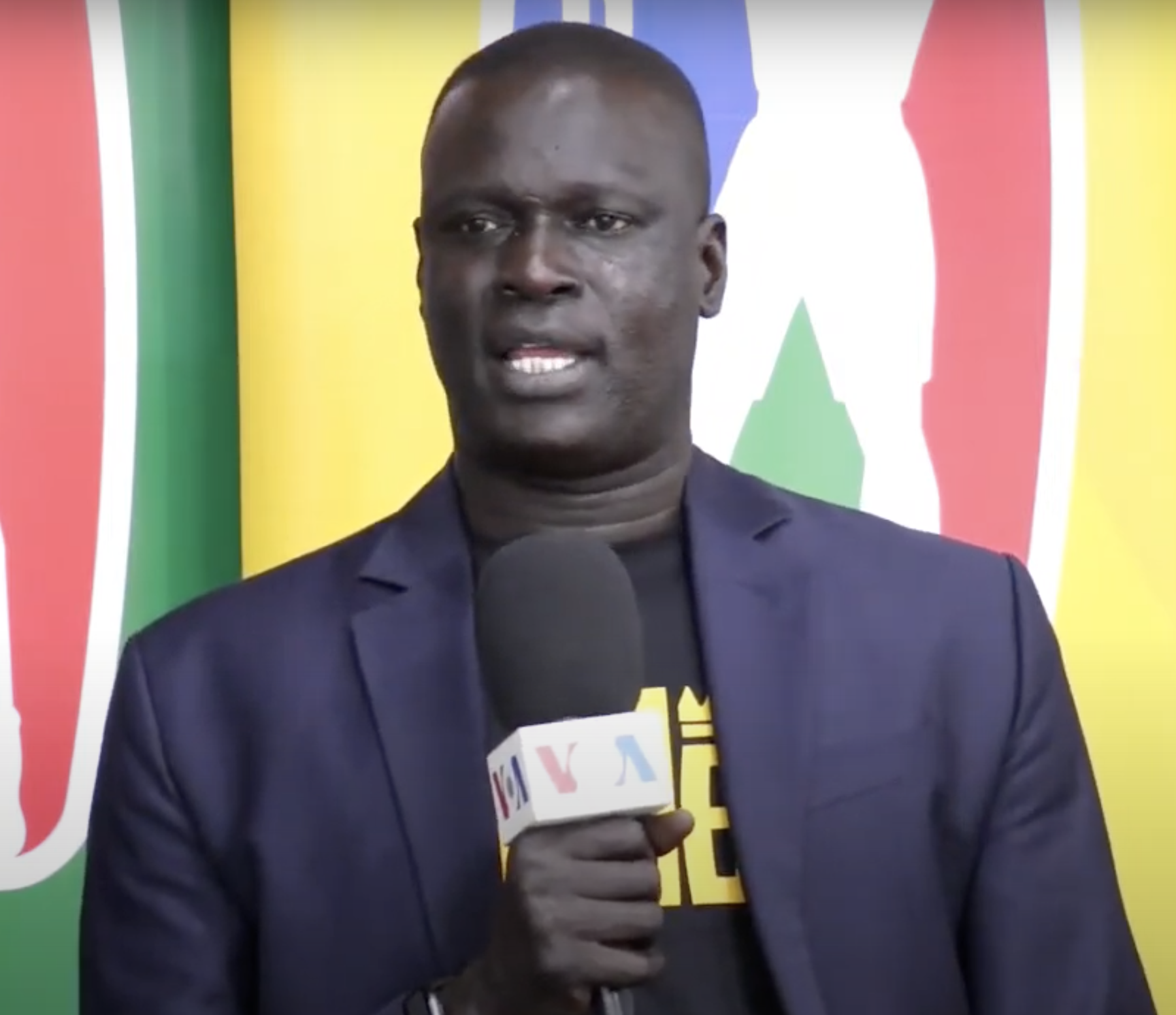
Amadou Gallo Fall is de eerste voorzitter van de BAL, sinds hij in 2021 de functie aanvaardde

De BAL is eigendom van en wordt beheerd door NBA Africa, een sub-entiteit van de NBA die in mei 2021 werd opgericht. Sindsdien wordt de competitie aangestuurd door particuliere investeringen. Op het moment van oprichting waren er strategische investeerders, waaronder een consortium van Babatunde “Tunde” Folawiyo en Helios Fairfax Partners Corporation (HFP). Andere investeerders waren onder meer oud-spelers als Dikembe Mutombo, Junior Bridgeman, Luol Deng, Grant Hill, Joakim Noah en Ian Mahinmi. Twee maanden later werd aangekondigd dat de voormalige president van de Verenigde Staten, Barack Obama, zich bij NBA Africa had aangesloten als strategische partner, terwijl hij ook een minderheidsbelang in de organisatie had gekocht. NBA-commissaris Adam Silver verklaarde dat NBA Africa een waarde had van 1 miljard dollar.

### Kritiek en controverses
De Human Rights Foundation heeft kritiek geuit op de BAL omdat deze nauwe banden onderhoudt met Paul Kagame en zijn autoritaire regering in Rwanda, en heeft een officiële brief aan de NBA over de kwestie gestuurd. Andere kranten als The Guardian en Bloomberg News hebben de competitie ook omschreven als sportswashing, en een instrument voor het promoten van de repressie van de Rwandese regering en de betrokkenheid van het regime bij de Rwandese burgeroorlog.